# Lepacyclotes
Lepacyclotes é um gênero extinto de licópsidas do Triássico, contendo 4 espécies.

## Distribuição dos fósseis
Seus fósseis foram encontrados nos Estados Unidos, e na Itália.